# Pleotrochus
Pleotrochus is een geslacht van koralen uit de familie van de Turbinoliidae.

## Soorten
- Pleotrochus venustus (Alcock, 1902)
- Pleotrochus zibrowii Cairns, 1997